# Морские свиньи
Морские свиньи (лат. Phocoenidae) — семейство морских млекопитающих парвотряда зубатых китов. Ранее причислялось к семейству дельфиновых.

## Общее описание
Отличаются от настоящих дельфинов не только строением черепа и зубов (последние имеют не коническую, а уплощённую коронку — часть зуба, выступающую над десной), но и более плотным, коренастым телосложением, а также меньшими размерами: длина тела у морских свиней 1,5—2,5 м, масса — около 120 кг. Голова небольшая, у современных видов притуплённая, лишённая клюва (у вымершей морской свиньи Semirostrum ceruttii был хорошо развитый клюв с сильно выступавшей нижней челюстью). Спинной плавник у одних видов отсутствует, у других он небольшой, треугольной формы; очень крупный спинной плавник имеется у самцов очковой морской свиньи (Phocoena dioptrica). Передние плавники довольно короткие, смещённые к голове. Хвостовой плавник с выемкой между лопастями. Окраска тела контрастная, с чёрными, белыми и серыми участками, либо однотонная. Встречаются полные и частичные альбиносы.
Череп морских свиней: рострум широкий, такой же длины, как мозговая коробка, или несколько короче. Зубы многочисленные (от 30 до 60), мелкие, обычно уплощённой формы с двух- или трёхбугорчатыми коронками. С возрастом зубы могут стачиваться или даже выпадать.

## Образ жизни
Обитают главным образом в шельфовых водах океанов и морей Северного полушария, а также у побережья Южной Америки и юго-восточной Азии. Морские свиньи родов Phocoena и Neophocaena предпочитают держаться в заливах, бухтах, фиордах, эстуариях и низовьях рек. Они сравнительно медлительны; путешествуют небольшими группами до 6 особей (редко до 20). Белокрылые морские свиньи водятся в открытом море, встречаясь стадами в несколько сотен и тысяч голов; это подвижные, быстрые пловцы, развивающие скорость до 55 км/ч (15 м/с). Способны к эхолокации; для коммуникации используют разнообразные щелчки и свисты. Из воды выпрыгивают очень редко. Рацион морских свиней состоит преимущественно из рыбы, а также головоногих и пластинчатожаберных моллюсков и ракообразных. В поисках пищи ныряют на глубину до 50—75 м на срок не более 6 минут. Рождают одного, редко двух детёнышей, обычно в летние месяцы. Приручаются плохо; в океанариях редки. Во многих странах промышляются ради мяса, идущего в пищу и на приманку для рыбы.

## Список видов
Американское общество маммологов признаёт восемь современных видов морских свиней, распределённых по трём родам.
| Иллюстрация                      | Род                                      | Виды |
| -------------------------------- | ---------------------------------------- | --- |
| Восточноазиатская морская свинья | Беспёрые морские свиньи (Neophocaena)    | - Беспёрая морская свинья (Neophocaena phocaenoides) - Восточноазиатская морская свинья (Neophocaena asiaeorientalis) - Японская морская свинья (Neophocaena sunameri)                                |
| Обыкновенная морская свинья      | Морские свиньи (Phocoena)                | - Обыкновенная морская свинья (Phocoena phocoena) - Очковая морская свинья (Phocoena dioptrica) - Калифорнийская морская свинья (Phocoena sinus) - Аргентинская морская свинья (Phocoena spinipinnis) |
| Белокрылая морская свинья        | Белокрылые морские свиньи (Phocoenoides) | - Белокрылая морская свинья (Phocoenoides dalli) |

В водах России водятся 2 вида: обыкновенная морская свинья (три подвида) и белокрылая морская свинья.
По данным сайта Paleobiology Database, на июль 2021 года в семейство включают 17 вымерших видов в составе 13 родов:
- Род Archaeophocaena Murakami et al., 2012
  - Archaeophocaena teshioensis Murakami et al., 2012
- Род Australithax Muizon, 1988
  - Australithax intermedia Muizon, 1988
- Род Brabocetus Colpaert et al., 2015
  - Brabocetus gigaseorum Colpaert et al., 2015
- Род Haborophocoena Ichishima & Kimura, 2005
  - Haborophocoena minutus Ichishima & Kimura, 2009
  - Haborophocoena toyoshimai Ichishima & Kimura, 2005
- Род Lomacetus Muizon, 1986
  - Lomacetus ginsburgi Muizon, 1986
- Род Loxolithax Kellogg, 1931
  - Loxolithax sinuosa Kellogg, 1931
- Род Miophocaena Murakami et al., 2012
  - Miophocaena nishinoi Murakami et al., 2012
- Род Numataphocoena Ichishima & Kimura, 2000
  - Numataphocoena yamashitai Ichishima & Kimura, 2000
- Род Piscolithax Muizon, 1983
  - Piscolithax aenigmaticus Pilleri & Siber, 1989
  - Piscolithax boreios Barnes, 1984
  - Piscolithax longirostris Muizon, 1983
  - Piscolithax tedfordi Barnes, 1984
- Род Pterophocaena Murakami et al., 2012
  - Pterophocaena nishinoi Murakami et al., 2012
- Род Salumiphocaena Barnes, 1985
  - Salumiphocaena stocktoni (Wilson, 1973)
- Род Semirostrum Racicot et al., 2014
  - Semirostrum ceruttii Racicot et al., 2014
- Род Septemtriocetus Lambert, 2008
  - Septemtriocetus bosselaersi Lambert, 2008

Согласно Paleobiology Database, возраст древнейших ископаемых остатков морских свиней составляет 15,97—13,82 млн лет.

## История исследования
Наряду с дельфинами морская свинья с ранних времён стала доступна для исследования жителям прибрежных районов. О её известности свидетельствуют наскальные рисунки, найденные в норвежских поселениях каменного века Роддой (норв. Roddoy) и Реппа (норв. Reppa).